# Oldřich Lipský

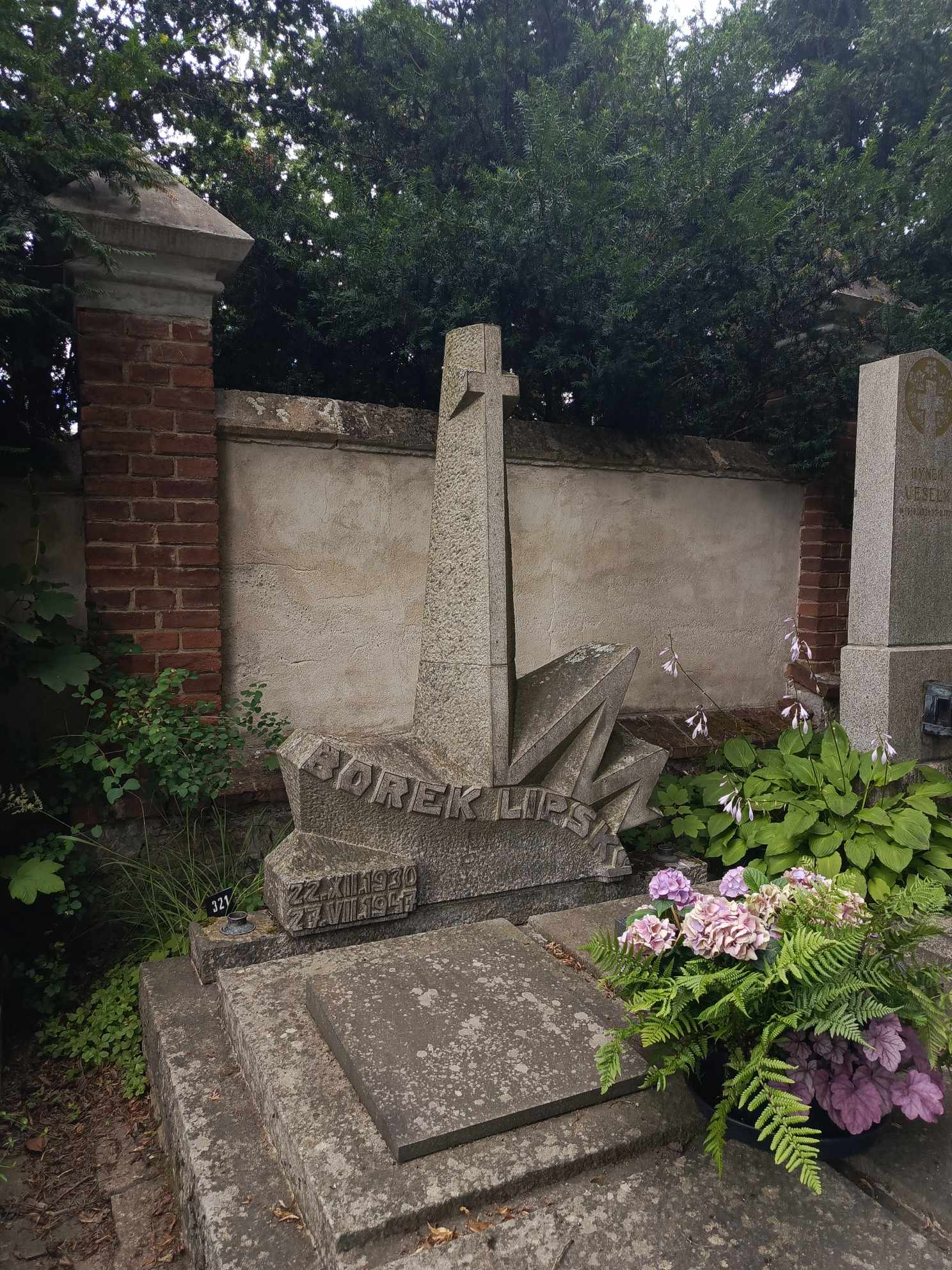
Místo posledního odpočinku bratrů Oldřicha a Dalibora

Oldřich Lipský (4. července 1924 Pelhřimov – 19. října 1986 Praha) byl český režisér a scenárista, bratr herce Lubomíra Lipského.
Pocházel z Pelhřimova, kde jeho otec Vilém měl cukrárnu s kavárnou a rovněž vedl místní ochotnický spolek Rieger. Měl dva bratry, Lubomíra (1923–2015) a Dalibora (1930–1947), kterého zabil blesk, který uhodil do vody, když se koupal.. V létě 1945 se přestěhoval z rodného Pelhřimova do Prahy, kde studoval práva a filozofii, ale po čase dal přednost divadlu. Pracoval jako herec, režisér a umělecký ředitel v Divadle satiry. Po jeho uzavření pracoval ve filmovém studiu Barrandov, nejprve jako spoluscenárista a spolurežisér, později se těmto oborům věnoval naplno jako scenárista a režisér. Svůj první vlastní film Cirkus bude! natočil v roce 1954. Natočil mnoho populárních filmů, mezi ně patří např. Jáchyme, hoď ho do stroje! (1974), Marečku, podejte mi pero! (1976), Limonádový Joe (1964), Adéla ještě nevečeřela (1977) či Tajemství hradu v Karpatech (1981).
Zemřel roku 1986 a byl pohřben na městském hřbitově v Pelhřimově.
Jeho syn Dalibor (* 30. listopadu 1954) ukončil v roce 1979 studia FAMU, obor střihová skladba a je filmovým střihačem a producentem. Dcera Ludmila je lékařka. Jeho vnukem je herec Tomáš Lipský.

## Námět
- Velká filmová loupež (1986) – komedie
- Srdečný pozdrav ze zeměkoule (1982) – komedie
- Slaměný klobouk (1971)
- Zabil jsem Einsteina, pánové… (1969) – komedie
- Muž z prvního století (1961)
- Cirkus jede (1960)
- Hvězda jede na jih (1958)
- Cirkus bude! (1954)

## Scénář
- Velká filmová loupež (1986) – komedie
- Srdečný pozdrav ze zeměkoule (1982) – komedie
- Tajemství hradu v Karpatech (1981) – komedie
- Ať žijí duchové! (1976)
- Cirkus v cirkuse (1975)
- Jáchyme, hoď ho do stroje! (1974) – komedie
- Tři chlapi na cestách (1973)
- Šest medvědů s Cibulkou (1972) – komedie
- Slaměný klobouk (1971)
- Čtyři vraždy stačí, drahoušku (1970) – komedie
- Zabil jsem Einsteina, pánové… (1969) – komedie
- Happy end (1967)
- Muž z prvního století (1961)
- Cirkus jede (1960)
- Hvězda jede na jih (1958)
- Vzorný kinematograf Haška Jaroslava (1955)
- Racek má zpoždění (1950)

## Režie
- Velká filmová loupež (1986)
- Tři veteráni (1983) … spolupráce na scénáři
- Srdečný pozdrav ze zeměkoule (1982) – komedie
- Tajemství hradu v Karpatech (1981) – komedie
- Ale doktore! (1980) (GW)
- Adéla ještě nevečeřela (1977) – komedie
- Ať žijí duchové! (1976) – komedie
- Marečku, podejte mi pero! (1976) – komedie
- Cirkus v cirkuse (1975)
- Jáchyme, hoď ho do stroje! (1974) – komedie
- Tři chlapi na cestách (1973)
- Šest medvědů s Cibulkou (1972)
- Slaměný klobouk (1971)
- Čtyři vraždy stačí, drahoušku (1970) – komedie
- Zabil jsem Einsteina, pánové… (1969) – komedie
- Happy end (1967)
- Limonádový Joe aneb Koňská opera (1964) … a technický scénář – komedie
- Muž z prvního století (1961)
- Cirkus jede (1960)
- Hvězda jede na jih (1958)
- Vzorný kinematograf Haška Jaroslava (1955)
- Cirkus bude! (1954)
- Slepice a kostelník (1950)

## Herec
- Jak se dělá smích (1980) … sebe
- Červená ještěrka (1948) … herec
- V horách duní (1946) … Karel – drama
- Řeka čaruje (1945) … mladík ve mlýně

## Asistent režie
- Racek má zpoždění (1950)

## Pomocná režie
- Haškovy povídky ze starého mocnářství (1952)

## Spolupráce
- Haškovy povídky ze starého mocnářství (1952)